# Toby Wing
Toby Wing (ur. 14 lipca 1915, zm. 22 marca 2001) – amerykańska aktorka filmowa.

## Wyróżnienia
Została uhonorowana gwiazdą na słynnej Alei Gwiazd w Hollywood..